# Macromitrium homaloblastum
Macromitrium homaloblastum är en bladmossart som beskrevs av Theodor Carl Karl Julius Herzog 1916. Macromitrium homaloblastum ingår i släktet Macromitrium och familjen Orthotrichaceae. Inga underarter finns listade i Catalogue of Life.